# Вотиняско
Вотиня̀ско (на италиански: Vottignasco; на пиемонтски: Votignasch, Вотиняск) е село и община в Северна Италия, провинция Кунео, регион Пиемонт. Разположено е на 380 m надморска височина. Населението на общината е 549 души (към 2010 г.).